# Le Jardin des Trinitaires
Le Jardin des Trinitaires est un recueil de souvenirs de Henri Bosco publié en 1966 aux Éditions Gallimard.

## Historique
Après Un oubli moins profond et Le Chemin de Monclar, Le Jardin des Trinitaires est le troisième et dernier volume des souvenirs d'enfance de Henri Bosco.

## Éditions
- Le Jardin des Trinitaires, Éditions Gallimard, 1966.